# Papierfabriek (Boxtel)
De Boxtelse papierfabriek was een papierfabriek te Boxtel die in verschillende hoedanigheden heeft bestaan van 1802-1875. Het was een van de grootste bedrijven van Boxtel in die tijd.
In 1802 werd het bedrijf opgericht door de heren Feuilleau de Bruijn, Hoevenaar, en Brest van Kempen. Het bedrijf vervaardigde diverse kwaliteiten papier uit lompen, die veelal vanuit het huidige België werden aangevoerd. De benodigde kleurstoffen kwamen uit Duitsland. Als krachtbron werd een windmolen gebruikt, alsmede de Boxtelse Watermolen die daartoe gehuurd werd van de kasteelheer van Boxtel. In 1812 werd het bedrijf omgezet in een Sociëteit met aandeelhouders.
In 1819 werden de bezittingen van de heerlijkheid openbaar verkocht. Het was voor de Sociëteit echter niet mogelijk om de watermolen te kopen. Daarop verplaatste men het bedrijf naar het Leisenven en Langeven, de huidige buurtschap Molenwijk, aan de weg naar Esch. De windmolen moest hiertoe over een afstand van meer dan een kilometer worden verplaatst. Uiteindelijk stonden op het terrein twee windmolens.
In 1822 wilde burgemeester Speelman van Wulverhorst de fabriek overnemen van de Sociëteit, maar omdat de grond waarop de fabriek stond geen eigendom was van de fabriek en hij het benodigde geld niet bij elkaar krijgen en werd de fabriek met inventaris verkocht aan het Rijk.
In 1826 werd door Adam Hendrik Velsen een papierfabriek opgericht aan de Dommel in de buurtschap Kleinder-Liempde. Hier werd, met behulp van windkracht, grijspapier voor verpakkingen vervaardigd. Er werkten 12 mensen, die waarschijnlijk van de voormalige Sociëteit afkomstig waren. In 1831 kocht Velsen de papierfabriek op Molenwijk van het Rijk. In 1837 werd het complex op Molenwijk verkocht aan de toenmalige kasteelheer Gerard Bogaers, die tevens wollenstoffenfabrikant te Tilburg was, op voorwaarde dat de molens niet voor de papierfabricage mochten worden gebruikt.
De papierfabricage werd door Pieter Hermanus Velsen, zoon van Adam Hendrik Velsen, voortgezet met de windmolen op Kleinder-Liempde. Een beperkende factor bleek de hoge prijs van de lompen te zijn. In 1858 kwam er een stoommachine en in 1865 een papiermachine. Er werkten 31 mensen in 1862.
In 1873 werden nog nieuwe machines aangeschaft, doch korte tijd later bood Velsen deze weer te koop aan. In 1875 werden de gebouwen overgenomen door een aannemer, waarmee aan de Boxtelse papierfabricage definitief een einde kwam.